# 图卢兹天主教大学
图卢兹天主教大学是一家私立高等教育机构，包括多个专科学系和几个高等职业学院。
图卢兹天主教学院坐落于图卢兹市的历史中心丰登汇街（rue de la Fonderie），大学的楼宇建于14-18世纪。大学被划分成许多科系和学院。哲学院包括3个梯形教室、1个图书馆、1个教堂、多个厅室和研究实验室、1个考古学博物馆和一些古老的房舍等。这里还特别保存了圣多名我曾居住的房屋，从这里可以通向国会广场。
1876年建校时确定的名称为图卢兹天主教大学（Université catholique de Toulouse），在1880年3月18日，当时的法国政府出台法律规定：禁止私立高校使用“Université”的名称，因此图卢兹天主教大学就启用“Institut catholique” 并沿用至今。
2008年12月18日法国政府官员与梵蒂冈教廷代表于巴黎签定了承认天主教大学学历和所颁发的文凭的法令，此法令于2009年4月16正式公布生效。图卢兹天主教大学的学历，证书和文凭（学士 Licence、硕士Maîtrise Libre ; Licence canonique  及博士 doctorat）学位已被世界多国承认。
由2001年11月22日的法令图卢兹天主教学院已被公开宣布和确认。

## 校史沿革

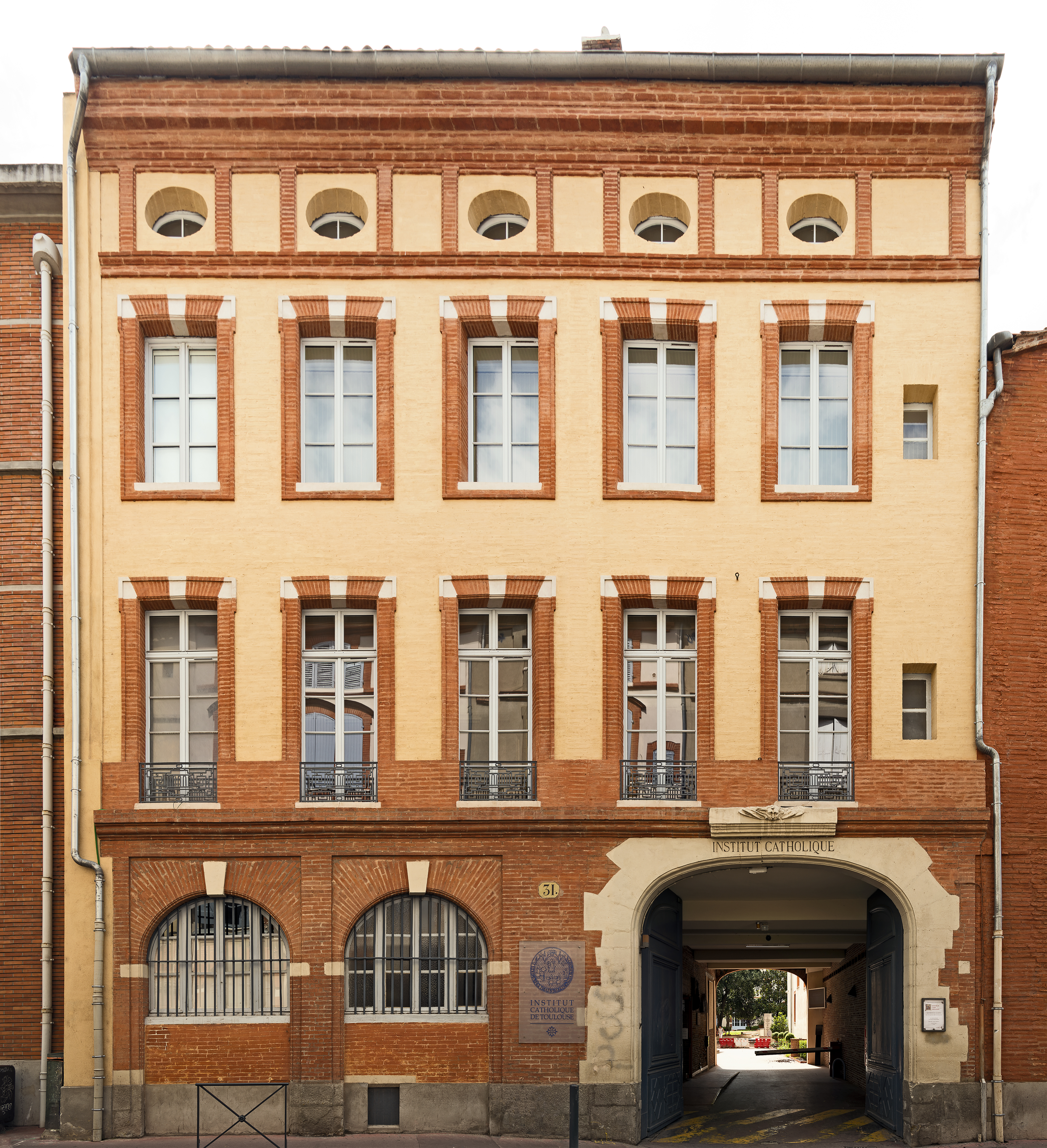
图卢兹天主教大学

图卢兹天主教学院是在中世纪1229年4月12日所成立的大学的继承者。根据签署的和平条约，法国国王路易九世和图卢兹伯爵雷蒙德七世（Raymond VII），并在教皇格雷戈里九世（Pape Grégoire IX）的特使枢机主持和服从下。这一条约也结束了十字军对阿尔比（Albigeois）异端教派的讨伐。
在1367年，教皇乌尔班五世委托多名我会士们（Frères Prêcheurs）将圣托马斯·阿奎纳的遗骸安葬在的他们的教堂里，而这座教堂就是大学的教堂。从这一时期起天主教大学的日用印章和批注皆为：« Universitas studii tolosana »。
这所大学发展直到1793年9月15日的公约法令，法国关闭和取消所有的大学。当拿破仑在1808年创立大学时期，他准备设立神学系，但都未经咨询主教或教皇。而这所图卢兹大学成立于1810年，它仍然在困难中维持着，直到1843年教师缺乏而关闭的。
1875年7月12日国家法律给予和接受自由成立高等私立教育机构和法国主教们所组建成立于巴黎，昂热，里尔，里昂和图卢兹5天主教大学。图卢兹天主教大学在1876年建校，1877年11月15日开启法律系，之后连续创立了文学院（1878年12月16日），神学院（1879年11月25日），科学院（1882年11月3日），最后于1899年，创建哲学和教会法院系。1899年6月30日罗马教廷的第一套章程条例颁发给此大学。
继1880年3月18日的法律禁止民办高校使用的“大学”（Université）标题；于是图卢兹天主教大学改名为图卢兹天主教学院（Institut catholique de Toulouse）直至今日。
由2001年11月22日的法令图卢兹天主教学院已被公开宣布和确认。

## 院系

### 法学院
1.私立自由的法学系 
2.教会法系

### 哲学院
1.哲学系 (颁发国家文凭) 
2.教会正统哲学系 (颁发教廷文凭)。

### 神学院
1.神学系 
2.科学与宗教神学研究所 
3.圣乐学院 
4.牧灵与宗教研究学院
5.年度司铎培育和宗教进修所

### 人文学院
1.文学，语言，应用外语系，心理学，通信传媒，历史，遗产与旅游系 
2.欧洲通信研究所 
3.法国语言与文化学院

### 教育学院
1.新教员和天主教教师教育培训学院(中小学教师培训) 

### 隶属图卢兹天主教大学的学校
1.通讯，视听与多媒体高级专科学院 
2.图卢兹新闻学院 
3.Purpan工程师学校 （Purpan工程师学校和以前的Purpan高级农业学校合并，EIP） 
4.推动卫生和社会研究培训学院（监察教育工作者、护理人员、正音科医生、育儿法，IFRASS） 
5.发展与工程委员会学院 
6.伦理与经营管理中心 
7.大学法语语言与法国文化学院 
8.图卢兹宗教艺术学院

### 其他培训
1.图卢兹天主教工艺美术学院 
2.英国剑桥大学考试中心 （此大学的预考）

## 图书馆
天主教大学图书馆共包括三类藏书，约20多万册。其中，分非洲研究中心藏书和亚洲及阿拉伯研究中心藏书，包括12 000册法语和阿拉伯语书籍及1815年之前古籍善本典藏，其中包括约2.5万卷，包括手稿集，古版书和文献图形。